# Фогелсанг (Одертал)
Фогелсанг (њем. Vogelsang) општина је у њемачкој савезној држави Бранденбург. Једно је од 38 општинских средишта округа Одер-Шпре. Према процјени из 2010. у општини је живјело 807 становника. Посједује регионалну шифру (AGS) 12067508.

## Географски и демографски подаци
Фогелсанг се налази у савезној држави Бранденбург у округу Одер-Шпре. Општина се налази на надморској висини од 27 метара. Површина општине износи 5,8 km². У самом мјесту је, према процјени из 2010. године, живјело 807 становника. Просјечна густина становништва износи 140 становника/km².